# 삼락동 (부산)
삼락동(三樂洞)은 부산광역시 사상구의 법정동이자 행정동이다.

## 학교
- 삼락초등학교 (폐교) - 사상구 삼덕로5번길 171 (삼락동)
- 삼락중학교 (폐교) - 사상구 삼덕로5번길 151 (삼락동)